# Laurentaeglyphea neocaledonica
Genre
Espèce
Synonymes
- Neoglyphea neocaledonica Richer de Forges, 2006[1]

Statut de conservation UICN

 DD  : Données insuffisantes
Laurentaeglyphea neocaledonica est une espèce de crustacés décapodes de la famille des Glypheidae (super-famille des Glypheoidea). Cette espèce n'a que très récemment été découverte dans le Pacifique ouest et plus précisément en Nouvelle-Calédonie, comme son nom scientifique le rappelle.

## Description
Selon la description qu'en a fait J. Forest, la femelle de cette espèce est plus courte et plus trapue que celle de Neoglyphea inopinata, autre espèce récemment découverte, notamment pour le céphalothorax et les premiers péréiopodes.
Ses yeux sont plus gros et le troisième article du pédoncule de l'antenne est plus court que chez N. inopinata ; il est en outre orné de cinq épines contre environ dix chez N. inopinata.
Sa carapace diffère dans sa couleur et dans son ornementation :
- sa face dorsale est entièrement lisse, les faces latérales étant marquées de « petites dépressions en arrière du sillon cervical et d’épines en avant » alors que la carapace est chez N. inopinata couverte de petits tubercules à sommet terminé par une spinule ;
- devant le sillon cervical, la face dorsale du céphalothorax est carénée de manière médiodorsale bifurquée avec part et d’autre deux carènes longitudinales entièrement lisse, alors que N. inopinata ne présente aucune carènes marquées mais des tubercules spinuleux plus ou moins marqués et alignés.

Son rostre est triangulaire et arrondi, aux bords lisses alors qu'il est long, pointu et avec des bords serrulés chez N. neocaledonica. Il est 1,1 fois plus long que large (à sa base) alors qu'il est 2,2 fois plus long que large chez N. inopinata.
Sa teinte générale est beige-rosé (avec ponctuations rouge vif sur l’abdomen, la partie supérieure du céphalothorax et les premiers péréiopodes) alors qu'elle est orangée et uniforme sur le céphalothorax de N. inopinata et finement ponctuée de taches orange sur les articles abdominaux.

## Histoire de la découverte
Cette espèce a été identifiée peu après la confirmation de l'existence d'une autre espèce proche, inconnue jusqu'alors (Neoglyphea inopinata), par une unique femelle pêchée en eau profonde, en octobre 2006 Nouvelle-Calédonie (au Banc Capel, au sud du plateau de Chesterfield, en mer de Corail), lors d'une pêche scientifique de la campagne EBISCO. D'abord rattachée au genre Neoglyphea, elle a ensuite été insérée dans le nouveau genre Laurentaeglyphea par Jacques Forest, dans une note publiée en 2006, du fait de ses disparités morphologiques avec N. inopinata.
Son genre et sa famille étant antérieurement supposés comme éteints, cette espèce est considérée comme espèce panchronique et « taxon Lazare » du genre Glyphea qui existait au Mésozoïque. Avec une autre espèce voisine (Neoglyphea inopinata), elle fait partie des deux espèces nouvelles récemment découvertes dans cette famille en mer de Corail dans l'ouest de l'océan Pacifique.
Ces deux espèces nouvelles ont été intégrées à cette famille en raison de certains traits morphologiques tels que :
- un long céphalothorax ;
- des yeux très proéminents et gros, qui évoquent un comportement de « prédateur » (comme les pinces) ;
- un abdomen réduit ;
- des pattes « P1 » préhensiles et énormes par rapport aux autres pattes.

## Habitat
L'habitat ne saurait être décrit pour une espèce qui n'est connue que par une seule capture, mais on sait que l'animal a été capturé entre -357 et −536 m sur les flancs d'un mont sous-marin (le banc Capel), structure immergée de type guyot ; ancien atoll dont le sommet plat culmine aujourd'hui à −300 m environ, dans un environnement sous-marin balayé par de forts courants, à substrat dur (ni sable ni vase, mais éboulis coralliens).

## Publication originale
- Bertrand Richer de Forges, « Découverte en mer du Corail d'une deuxième espèce de glyphéide (Crustacea, Decapoda, Glypheoidea) », Zoosystema, Paris, Muséum national d'histoire naturelle, vol. 28, no 1,‎ 2006, p. 17-29 (ISSN 1280-9551 et 1638-9387, OCLC 263656142, BNF 34546864, lire en ligne).